# Саббах, Мишель
Мишель Саббах (род. 1 марта 1933 года, Назарет) — католический епископ. В 1987—2008 годах — Патриарх Иерусалима латинского обряда Римско-католической церкви. Великий приор ордена Святого Гроба Господнего Иерусалимского (1987—2008 гг.).

## Биография
Родился 1 марта 1933 года в Назарете, сын Асада Саббаха и его жены Гандуры Абу-Нассар. Окончил начальную школу «Frères des Ecoles Chrétiennes» в Назарете.
2 октября 1943 года поступил в Латинскую Патриаршую семинарию в Бейт-Джала. С 1 октября 1948 года обучался в Высшей духовной семинарии, где изучал философию и богословие.
28 июня 1955 года рукоположен в сан священника Патриархом Альберто Гори в салезианской Церкви в Назарете. 12 августа 1955 года назначен помощником приходского священника в Мадабе, учителем арабского языка в семинарии и патриаршим церемониймейстером. Окончил курс арабского языка и литературы в университете Святого Иосифа в Бейруте. В 1965 году епархиальный капеллан для JEC. В том же году прибывает в Латинскую Патриархию Иерусалима и назначается генеральным директором школ Патриархии. В 1968—1970 годах служил в Джибути.
1 июня 1970 года в Бейруте начинает работу над диссертацией по филологии арабского языка.
14 августа 1971 года назначен приходским священником в Аммане. В том же году защитил в Сорбонне докторскую диссертацию. Присуждена степень доктора философии по арабской филологии. С 24 марта 1975 года возглавил Национальный средний колледж в Аммане. В 1980—1998 годах — президент Вифлеемского университета.
1 января 1985 года назначен каноником Гроба Господня (член Патриаршего совета).
11 декабря 1987 года избран Патриархом Иерусалима. Стал первым арабом, занявшим этот пост. 28 декабря 1987 года о его избрании объявило Радио Ватикана.
С 11 декабря 1987 года по 21 июня 2008 года — великий приор ордена Святого Гроба Господнего Иерусалимского.
6 января 1988 года рукоположен в сан епископа. С 6 января 1988 года — Президент католической семьи в Ближневосточном Совете Церквей.
Являлся Президентом Епископской Конференции епископов Латинского обряда а Арабском регионе, Президентом Ассамблеи католических ординариев Святой Земли, членом Совета патриархов на Ближнем Востоке и членом Совета христианских ординариев Святой Земли, членом Ближневосточного Совета церквей. С июля 1999 года — президент «Пакс Кристи Интернейшенл».
21 июня 2008 года вышел в отставку.

## Позиция по палестинской проблеме
Позиция Патриарха Саббаха против оккупации Израилем палестинских территорий и в пользу ненасильственного сопротивления не принесла ему много друзей по обе стороны конфликта. Израильское правительство было недовольно, что патриарх настаивает что оккупация Израилем Западного берега реки Иордан и сектора Газа нарушает международное право. Исламские Фундаменталисты недовольны им, потому что патриарх осуждает насильственные сопротивление и потому, что он начал встречаться с ведущими израильскими раввинами и призывает к диалогу для мира.
«Между бомбардировок, метание камней, снесенных домов и ненависти, Церковь говорит о помиловании и примирения, на языке, который трудно для всех» — сказал патрирах.
Заявил, что самым большим заблуждением католиков США о Святой Земле является то, что они считают всех людей арабского происхождения мусульманами, и всех палестинцев — террористами.
Патриарх считает, что до сих пор правительство США является ключом к установлению мира на Ближнем Востоке.

## Пастырские послания
- 1989 год — пастырское послание «Наша вера в Святую Землю».
- 1990 год — пастырское послание «Молитесь за мир в Иерусалиме»
- 1993 год — пастырское послание «Чтобы прочитать Библию в Стране Библии».
- 1997 год — пастырское послание «Как подготовить себя к Великому Юбилею 2000 года».
- 1998 год — пастырское послание «Вопросы и ответы о мире»

## Награды
- Великий офицер ордена Почётного легиона (Франция, 2006 год)
- Орден «Звезда Палестины» (Палестинская национальная администрация, 2008 год)[2].